# Diafonie
Diafonie ('Dia' = "dooreen", 'fonere' = "klinken") is een vorm van meerstemmigheid, waarbij diverse stemmen (soms even of constant) door elkaar of gezamenlijk (tegelijkertijd) klinken. Diafonie kan men vanaf de middeleeuwse muziek (in bijvoorbeeld het organum) tot heden aantreffen, en komt in vele culturen en gebieden op aarde voor. 
Diafonie is niet geheel gelijk aan polyfonie: polyfonie is eerder een striktere (meer aan regels gebonden) vorm van diafonie. Waar bij polyfonie het streven is elke stem meer gelijkwaardig en contrapuntisch te behandelen, kan bij diafonie ook sprake zijn van een hoofdstem en inkleurende, secundaire bijstemmen, die soms incidenteel naar andere toonhoogten gaan dan de hoofdstem. Diafonie ziet men ook dikwijls spontaan ontstaan tijdens het musiceren of zingen in kinderliedjes en in volksmuziek.
Diafonie kan zowel in diverse dissonante als consonante harmonische intervallen voorkomen.